# Diactenis barbarae
Diactenis barbarae är en fjärilsart som beskrevs av Diakonoff 1957. Diactenis barbarae ingår i släktet Diactenis och familjen vecklare. Inga underarter finns listade i Catalogue of Life.